# Yūsuke Minato
Yūsuke Minato (jap. 湊 祐介, Minato Yūsuke, * 15. März 1985 in Kita-Akita) ist ein japanischer Nordischer Kombinierer.
Minato begann seine internationale Karriere 2002 mit dem Start bei den Juniorenweltmeisterschaften in Schonach, wo er im Gundersen den 21. Platz und mit dem Team den 6. Platz erreichte. Nach den Juniorenweltmeisterschaften begann Minato mit dem Springen im B-Weltcup der Nordischen Kombination. Nach guten Ergebnissen dort gab er am 6. Dezember 2002 in Trondheim sein Debüt im Weltcup der Nordischen Kombination. Bei den Juniorenweltmeisterschaften 2003 in Sollefteå gelang ihm mit dem 10. Platz im Gundersen eine Top-10-Platzierung. Im Teamwettbewerb kam er mit seinen Mannschaftskollegen auf den 8. Platz. Im Sprint erreichte er Platz 27. Ein Jahr später bei den Juniorenweltmeisterschaften in Stryn konnte er auch im Sprint seine Leistungen steigern und wurde dort, wie auch im Gundersenwettbewerb 14. Im Team-Massenstart erreichte er mit der japanischen Staffel den Elften Platz. Bei seinen letzten Juniorenweltmeisterschaften 2005 im finnischen Rovaniemi wurde er mit der japanischen Staffel Achter, während er im Sprint 24. und im Gundersenwettbewerb 35. wurde. Bei der Winter-Universiade 2005 in Innsbruck und Seefeld in Tirol wurde er im Sprint Fünfter und im Gundersenwettbewerb Zwölfter.
Bei der Winter-Universiade 2007 in Pragelato gewann Minato im Sprint die Goldmedaille, im Gundersen die Silbermedaille und mit dem Team Bronze. Daraufhin wurde er für die Weltmeisterschaften 2007 im heimischen Sapporo nominiert und belegte im Gundersenwettbewerb den 40. Platz. Im Februar 2008 wechselte er fest in den Kader für den Weltcup und erreichte dort in der Saison 2008/09 mit dem 36. Platz in der Gesamtwertung sein bislang bestes Ergebnis. Bei den Nordischen Skiweltmeisterschaften 2009 im tschechischen Liberec gewann er gemeinsam mit Taihei Katō, Akito Watabe und Norihito Kobayashi die Goldmedaille im Teamwettbewerb. In den beiden Gundersenwettbewerben wurde er Sechster (Normalschanze) und Neunter (Großschanze), während er im Massenstartrennen den 15. Platz belegte. Bei den Olympischen Winterspielen 2010 in Vancouver erreichte Minato im Einzel von der Großschanze den 26. Platz.
Bei den Weltmeisterschaften 2011 im norwegischen Oslo wurde er mit der japanischen Mannschaft Fünfter von der Goß- und Sechster von der Normalschanze. In den beiden Gundersenwettbewerben wurde er 28. (Großschanze) und 33. (Normalschanze). Seinen bislang letzten WM-Einsatz hatte er bei den Weltmeisterschaften 2013 im italienischen Fleimstal, als er im Mannschaftswettbewerb von der Normalschanze als Vierter nur um anderthalb Sekunden hinter der US-amerikanischen Mannschaft den Bronzerang verpasste. Bei den Olympischen Winterspielen 2014 im russischen Sotschi wurde er lediglich im Mannschaftswettbewerb eingesetzt und erreichte mit seinen Mannschaftskameraden den fünften Platz. Im Weltcup wurde er zuletzt am 24. Januar 2015 im heimischen Sapporo eingesetzt, als er 29. wurde. Von Zeit zu Zeit nimmt er noch an FIS-Springen in Japan teil. Im Januar 2017 wurde er gar noch einmal japanischer Meister. Dabei gelang ihm zuletzt im März 2019 mit einem zweiten Platz eine Podiumsplatzierung.